# 島根青年師範学校
| 島根青年師範学校 （島根青師） | 島根青年師範学校 （島根青師） |
| ----------------------------- | ----------------------------- |
| 創立                          | 1944年                        |
| 所在地                        | 島根県出雲市                  |
| 初代校長                      | 石黒立                        |
| 廃止                          | 1951年                        |
| 後身校                        | 島根大学                      |
| 同窓会                        | 島根大学 教育学部同窓会       |

島根青年師範学校 （しまねせいねんしはんがっこう） は、1944年 （昭和19年） に設立された青年師範学校である。

## 概要
- 1933年設立の島根県立実業公民学校教員養成所を起源とする。
- 1944年、島根県立青年学校教員養成所 （1935年設立） が国に移管されて島根青年師範学校となった。
- 第二次世界大戦後の学制改革により、新制島根大学教育学部の母体の一つとなった。

## 沿革
- 1933年3月31日： 島根県立実業公民学校教員養成所設立 （1年制）。
  - 島根県立今市農業学校に附設 （仮校舎： 県立今市商業学校）。
- 1933年4月20日： 第1回入所式。
  - 初代所長事務取扱： 古川篤 （ - 1933年4月28日）、初代所長： 竹内重顕 （1933年4月28日 - ? ）
- 1935年4月： 島根県立青年学校教員養成所と改称 （2年制）。
  - 同月、県立今市農業学校と共に簸川郡塩冶村 （現・出雲市） の新校舎に移転。
- 1942年4月： 初の専任所長 宮本陸治着任。
- 1943年4月： 女子部を設置。
- 1944年4月1日： 官立移管され島根青年師範学校となる （本科3年制）。
  - 同月、出雲市塩冶町の独立校舎に移転。
- 1944年5月24日： 開校式を挙行。
- 1945年4月： 附属青年学校を設置 （1948年3月廃止）。
- 1947年4月： 附属中学校を設置（1950年3月廃止）。
- 1948年6月： 附属高等学校 （新制、定時制） を設置（1950年3月廃止）。
- 1949年5月31日： 新制島根大学発足。
  - 島根師範学校と共に教育学部の母体として包括された。
  - 青年師範学校校地には教育学部出雲分教場が設置された。
- 1950年4月： 松江市外中原町の教育学部本校に移転。
- 1951年3月： 島根大学島根青年師範学校 （旧制）、廃止。

## 歴代校長
官立島根青年師範学校
- 校長： 石黒立 （1944年4月 - 1946年3月）
  - 前・大阪府立青年学校教員養成所所長。
- 校長事務取扱： 一瀬義文 （1946年3月 - 1946年6月）
- 校長： 植田義一 （1946年6月 - 1949年7月）
  - 元・岡山県立青年学校教員養成所所長。
- 校長： 勝部謙造 （1949年7月 - 1951年3月）
  - 新制島根大学教育学部 初代学部長

## 校地の変遷と継承

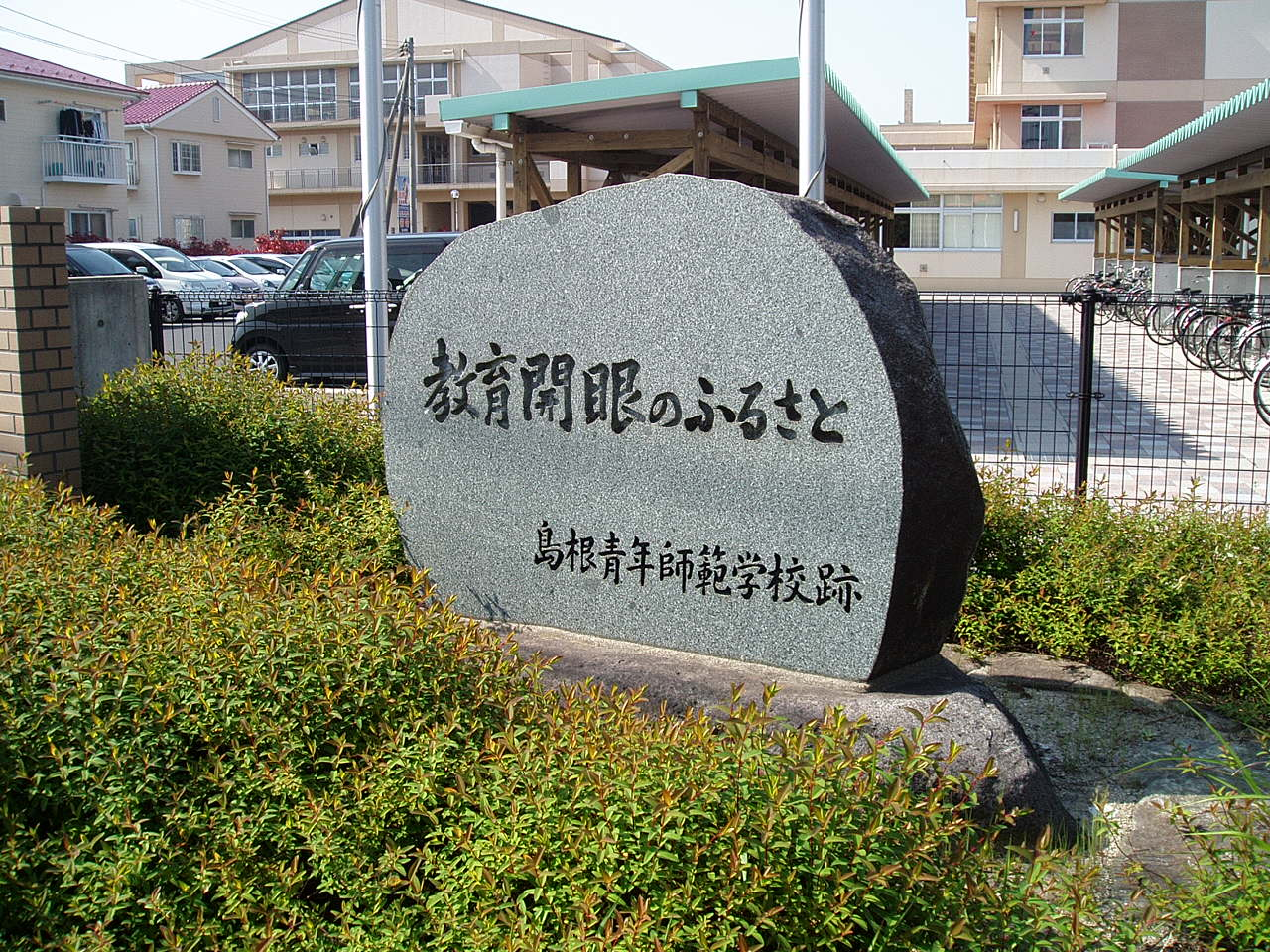
島根青年師範学校跡の碑

出雲市塩冶町1538番にあった校地を使用した。後身の新制島根大学教育学部に引き継がれて出雲分教場となったが、1950年4月に松江市外中原町の教育学部本校に統合され、出雲分教場は廃止された。出雲市立第二中学校の正門横に「島根青年師範学校跡」の碑が建立されている。

## 関連書籍
- 島根大学開学三十周年史編集委員会（編）　『島根大学史』　島根大学、1981年3月、351頁-367頁。